# FRONTIER LINE
『FRONTIER LINE』（フロンティア ライン）は、たがみよしひさによる日本の漫画作品。植民惑星を舞台に重装騎と呼ばれる搭乗型ロボット兵器を主体とした架空戦記漫画である。コミックス全1巻。

## 概要
『月刊コミックNORA』（学習研究社）にて、1987年7月号から1988年5月号に連載された。描き下ろし1話を加えてNORAコミックス（学習研究社）から全1巻でコミックスが1988年に発売された。
コミックス後書きや、たがみがよく行う枠線外の書き込みに拠れば、松本零士の『戦場まんがシリーズ』のような作品を目指して企画されたが、連載1話の執筆時点でたがみ自身に「ロボットが描けない」ことが判明。「コミックス1巻分の連載が溜まったら止める」などの愚痴が枠線外に書き込まれることになった。
世界観は星間国家によって開拓された植民惑星で繰り広げられる内戦を題材としているが、これが果たして地球人類文明なのかどうかは曖昧にぼかされている。
その一方で用語や町並み、人々の衣服や装備などは全体的に西部劇をモチーフとしている。

## あらすじ
第12太陽系に所属する植民惑星ソ・ドムは、植民開始されてから25年が経つが、その内の半分の期間以上を戦争で費やしていた。
連邦による植民開始から6年、制止勧告を無視し独自にソ・ドム開拓を進める惑星ルーア軍と利権を巡る連邦軍の対立は深まり、ルーア戦争が勃発。
連邦はかつてソ・ドムを訪れていた異星文明が残した二足歩行の建設機械野装騎を解析し、武装を施した重装騎と呼ばれるロボット兵器を開発する。
ソ・ドム14年、重装騎兵はルーア軍に勝利し、戦乱を終結させることに成功した。
重装騎は野装騎を操る原住民レンディアンから開拓民を守る兵器としても注目され、レンディアン討伐を目的とした装騎隊が結成される。
しかしレンディアンを討伐して回る内に、重装騎隊はより過激な行動を取るようになり、ついには自分たちに逆らう一般市民の虐殺まで引き起こす。
ソ・ドム22年、連邦重装騎隊の無法集団ぶりへ反発した一部地域が新国家サウツを名乗り、独立を宣言して軍事国家を樹立。
サウツ側は、特務攻撃隊によって大統領を暗殺すると共に北部へ侵攻、宣戦布告。北部側もノーシツとして国家を再編し、新総統の元で迎撃の体勢を整える。
そしてソ・ドム23年より、南北戦争が繰り広げられる事になる。
PROLOGUE 開戦
描き下ろし。南北戦争開戦に至るまでの前史（上述の内容）を文章主体で記す。
EPISODE II 錆びた角
ソ・ドム25年8月。南軍の重装騎隊によって損害を被るのは北軍だけではなかった。サウツの民間の町もいくつも全滅させられていた。
南軍帰還兵チレンは野装騎が大量にあるという「処女の谷」を目指して旅を続けていた。装騎隊1つを全滅させたという一本角の黒い巨大な野装騎を手に入れ、故郷を滅ぼした南軍第16装騎隊へ復讐するために。
EPISODE III 赤の装騎兵（ドラゴーン）
ソ・ドム25年末。南軍の猛攻を食い止めていた北軍第10,25,33重装騎隊であったが、部隊の損耗は大きく、やがて決死の作戦が命じられる。
第10装騎隊を率いるのは赤い旧式重装騎に乗り、南軍から「赤の装騎兵」と恐れられる歴戦のエースパイロット、バーグ中尉。しかし彼は決して愛機から降りた姿を人に見せたことはなかった。
EPISODE IV 独立特務軽装騎隊 R・A・T
ソ・ドム24年11月。サウツではまだ本格的な重装騎の量産体勢が整っていなかった。ノーシツの新型装騎兵開発工場を破壊するため、軽装騎による特務戦隊が命を賭けて奮闘する。
次々に仲間を失いながら工場へ迫る特務戦隊。しかし隊員の中では不和が広がっていた。かつて部隊長のRAT-1は窮地に陥る仲間を見捨て、ただ一人戦場から逃亡したというのだ。
いよいよ基地が間近に迫った時、RAT-1を軽蔑するRAT-7は、RAT-2からかつての作戦の真相を聞かされる。
EPISODE V ハーヴ・カッツの熱い風
ソ・ドム27年1月。南軍の進撃路上に存在するハーヴ・カッツの村は、南軍への反抗で士気が上がっていたが、市民兵への志願を拒否したバドーは村の住人から「弱虫」バドーと呼ばれ迫害を受けていた。先のルーア戦争で将軍の位を持っていたハンスじいさんだけは、そんなバドーに理解を示した。一方バドーの恋人である村長の娘アルニは、そんな彼を愛しながらも、彼が戦わない事には納得がいっていなかった。
いよいよ南軍が攻めてくると知ると、村長や村人の士気はいよいよ盛り上がり、手始めに「裏切り者」のバドーへの制裁を決める。そこへ南軍の重装騎が現れ、村人たちを一蹴。ハンスじいさんが隠し持っていた旧式の重装騎にバドーとハンスは乗り込み、村人や村の子供たちが逃げる時間を稼ぐために、南軍の前に立ちふさがる。
EPISODE VI ヘル・エルデスの魔女
ソ・ドム26年12月。北軍第3重装騎隊「白熊」の突然の反転により、進攻中だった南軍重装騎隊は次々と後方から撃破されていった。最後に残された南軍第45重装騎隊第6分隊は、ヘル・エルデス東端の渓谷で「白熊」を迎え撃つ。しかしそこは猛烈な吹雪により過去幾度となく探検隊を全滅させた、「魔女の渓谷」と呼ばれる難所だった。
39対6の絶望的な戦いで奮闘する第6分隊の面々だったが、彼らは吹雪の中に浮かび上がる魔女の幻影を目撃する。
EPILOGUE 終戦
ソ・ドム29年9月。ノーシツの首都へと帰ってきた復員兵ジレム。かつて彼は幼馴染の少女フォリノに頼まれ、先に入隊した親友でフォリノの恋人であるエリオンを探すために軍に志願した。
街でフォリノが持っていたロボットが売りに出されているのを見たジレムは、戦局を左右する新型重装空騎のテストパイロットとして経験した、自分の戦争について語りだす。

### 時系列について
本作は時系列がシャッフルされており、時系列順に並べればPROLOGUE→EPISODE4→EPISODE2→EPISODE3→EPISODE6→EPISODE5→EPILOGUEの順番になる。
各エピソードで語られる戦況から、南北戦争の状況推移は以下の通りとなる。
ルーア戦争終結から八年を経てなおサウツは重装騎開発技術が著しく劣っており、南北戦争開戦当初は軽装騎特殊部隊による様々な工作によって時間を稼いでいた。
そしてサウツが重装騎量産体制を整えた事によりノーシツは猛攻を受け、北軍各部隊の迎撃も虚しく多くの市町村が蹂躙され、破壊されていった。
やがて両軍とも首都近郊まで攻め込んだことで戦線は膠着、重装空騎の開発に成功したサウスが優勢になるかと思われていた。
しかしノーシツの新型重装空騎マドゥの投入により戦況は一変。わずか2ヶ月後のソドム歴29年末にサウツが敗北し、南北戦争は終結した。

## 登場人物

### EPISODE II 錆びた角
チレン
南軍第16装騎隊によって滅ぼされたアックスヒルのただ一人の生き残り。
親友ラハルから聞いた「黒い野装騎」を手に入れて復讐を果たすため処女の谷を目指す。
かつて南軍第16装騎隊に所属していたが、指揮官ハーツマン中尉に北軍に寝返った住民の虐殺を命じられ、これを拒否したことで銃撃され片目を失った過去がある。
たった一人でレンディアンや野装騎の攻撃を切り抜けて「黒い野装騎」を手に入れるが、その頃には第16重装騎兵隊は北軍との戦いで全滅していた。
ラハル
チレンの親友。
チレンより年下で19歳のため、まだ軍には入隊していなかった。
アックスヒルを襲った第16重装騎兵隊との戦いで命を落とした。死に際、チレンに「黒い野装騎」の情報とその弱点を伝える。
ハーツマン中尉
南軍第16装騎隊の指揮官の一人。
部下だったチレンに北軍へ寝返った都市住民の虐殺を命じるが反対され、さらに彼に私利私欲と野心のための命令であることを指摘されたことで逆上、発砲した。
チレンからは仇の一人として目されていたが、南軍第16装騎隊は北軍第7装騎隊と激突し全滅したため、ハーツマン中尉も戦死したものと思われる。

### EPISODE III 赤の装騎兵（ドラゴーン）
バーグ中尉
北軍第10重装騎兵隊第2分隊の指揮官。
部下からの信頼篤く、上官からも重用され、その赤色の旧式機リノクスは南軍から「赤の装騎兵（ドラコーン）」と恐れられているエースパイロット。
ロディニアで北軍に志願したということ以外は経歴不明、ルーア戦争時にひどい怪我をしたため人前に姿を現さず、常に機体越しに部下に指示をする謎めいた人物。
その正体はルーア戦争時に126騎を撃墜した伝説的なパイロット「赤い悪魔（レッド・イル）」。ロディニアで重傷を負うも、その才能を惜しんだ上層部によって脳だけを当時最新鋭のリノクスに搭載された。
ラニー
北軍第10重装騎兵隊第2分隊の新兵。
初陣を迎えたばかりで、バーグ中尉と先輩であるグリクのフォローを受けていた。
出身はセントレニーで、家族を守るために志願したが、セントレニー難民キャンプが南軍に襲撃され妹を惨殺されてしまう。
グリク
北軍第10重装騎兵隊第2分隊の古参兵。
新兵の頃からバーグ中尉に面倒を見てもらったため、その恩返しとして今度はラニーの世話を焼く。
ルーア戦争時代からバーグ中尉の部下であり、バーグ中尉が重傷を負ったのはグリクとアイラを守るためだった。
そのためバーグ中尉の事情を知っており、だからこそ自分とアイラは絶対に死ねないのだとラニーに語る。
アイラ・ジェラミー
北軍第10重装騎兵隊の看護婦。
グリクとは同郷で、彼の恋人。
グリクと共にラニーの世話を焼く一方、グリクが決死の作戦に赴く時は必ず生きて帰ってほしいと彼を送り出す。
レイオ中将
北軍第10重装騎兵隊の総司令官。
自軍の状況が逼迫する中でも冷静沈着に行動しようとする慎重派で、バーグ中尉共々ゼクター大尉を抑え、本軍との連携を試みる。
しかし本軍から援護も補給もなく実質捨て石にされた事を悟ると、自分たちの意地を見せるため総攻撃を決断する。
ゼクター大尉
北軍第10重装騎兵隊の指揮官の一人。
自軍の状況が逼迫している事を理由にレイオ中将へ総攻撃を陳情するも、レイオ中将とバーグ中尉の反対を受ける。
バーグ中尉の体の事を知っており、反対されたこともあって彼を侮蔑するセリフもあるが、感情的な対立には至っていない。
雷小僧団（サンダー・ベイビーズ）
南軍の特別攻撃装騎隊。
北軍第10重装騎兵隊を迎え撃つが練度は低く、人員不足から少年志願兵で編成された部隊だと噂されている。

### EPISODE IV 独立特務軽装騎隊 R・A・T
エレク大尉
特務戦隊の指揮官。コールサインはRAT1。
かつて友軍を見捨てて逃げたことをジェフィーから責められ、臆病者と罵られている。
実際は曹長だった当時、北軍の重装騎情報収集の任務を命じられており、何としても帰還しなければならないが故の行動だった。
レンコ
特務戦隊の一員。コールサインはRAT2。
エレク大尉を罵るジェフィーを度々たしなめる。センサー系統が強化された軽装騎を装備している。
長く特殊部隊として行動しており、本来ならエレク大尉が受けた重装騎情報収集は彼の任務だったが、遂行困難となったためエレク大尉に代行を頼んでいた。
アル
特務戦隊の一員。コールサインはRAT3。
降下直後は自空騎DAXの起動などを行っていたが、北軍の襲撃で戦死する。ジェフィーからは「ぼんくら」と呼ばれており、その指摘通り北軍重装騎の接近に気づかなかった。
フルーゲル
特務戦隊の一員。コールサインはRAT5。
RAT4、RAT6と共に第二降下挺に搭乗するも撃墜されて戦死。エレン砲という重火器を搭載した軽装騎を装備していたが、これにより失われた。
ジェフィー
特務戦隊の一員。コールサインはRAT7。
かつてエレク大尉と同じ部隊の一員であったが、絶望的な状況下で彼が仲間を見捨てて一人だけ逃げた事を恨んでおり、度々彼を「臆病者」と罵り、嘲る。

### EPISODE V ハーヴ・カッツの熱い風
バドー・チャルディーン
北軍辺境ハーヴ・カッツに暮らす青年。
優れた狩りの腕を持っているが、市民兵への志願を一人だけ拒否したことで「弱虫バドー」と村人中から罵られている。
ろくな支援も受けられないのに志願しても死にに行くだけという理由で志願を拒否しており、実際に志願した他のハーヴ・カッツの若者たちは全員戦死している。
しかし南軍の侵攻を前に、子供たちとアルニを逃がすため、ハンスと共に命を捨てて立ち向かう事を決意する。
ハンス・コービット
ハーヴ・カッツに暮らす老人。
子どもたち相手にスープの炊き出しなどをしているが、かつてルーア戦争で活躍した元北軍少将。戦争を忌避するその考えはバドーに大きく影響を与えた。
南軍の侵攻に際して旧式の重装騎を持ち出し、バドーを砲手として乗せ、共に子どもたちを逃す時間を稼ぐため南軍に立ち向かう。
アルニ
ハーヴ・カッツの村長の娘。
バドーが「弱虫」と罵られてもなお彼を愛していたが、彼が志願を拒否したところには思うことがある。
しかしバドーから「私のために死ねと言えば良い」と言われた際には言い返す事ができなかった。
南軍の侵攻後、バドーの墓の前で立ち尽くす姿が描かれている。
ハーヴ・カッツの村長
アルニの父親。
村長としての体面を理由に村民たちを扇動し、無謀な志願や南軍への抵抗を試み、手始めに裏切り者バドーの処刑を画策する。
しかし南軍の侵攻を前には成すすべ無く逃げ惑うことしかできず、バドーとハンスの戦いによって命を拾い、その後は南軍に恭順した。

### EPISODE VI ヘル・エルデスの魔女
ドゥーズ分隊長
南軍第45重装騎隊第6分隊の隊長。
壮年の男性で、絶望的な状況でも冷静沈着に北軍を食い止めるための作戦を指揮する。
ガースとジャヌーが魔女の幻影に飲み込まれるのを目の当たりにした直後、混乱の中で北軍の無謀な総攻撃を迎え撃つ。
ガース
南軍第45重装騎隊第6分隊の一員。「魔女の峡谷」についての伝説を語り、自分たちは魔女に魅入られているのだと怯える。
戦闘中に恐慌状態に陥り一人飛び出してしまい、ジャヌーと共に魔女の幻影を目の当たりにする。
ジャヌー
南軍第45重装騎隊第6分隊の一員。
砲撃で雪崩を引き起こし、北軍の足止めを成功させる。
しかしヒーターの停止により発動機が故障し擱座してしまう中、ガースを引き止めるために飛び出し、魔女の幻影を目の当たりにする。
コンラッド
南軍第45重装騎隊第6分隊の一員。
魔女の伝説について語るガースを叱責する。
ジャヌーの砲撃が成功した際に迂闊に突出し、北軍の攻撃を受け戦死する。
ビック
南軍第45重装騎隊第6分隊の一員。
通信機で周囲の情報を探るが、電波障害のため連絡を取る事ができない。
突如として北軍が総攻撃を仕掛けてきたため、ドゥーズ分隊長と共にこれを迎え撃つ。
マグー
南軍第45重装騎隊第6分隊の一員。
髭を生やした大男で、分隊のための調理などを行っていた。
突如として北軍が総攻撃を仕掛けてきたため、ドゥーズ分隊長と共にこれを迎え撃つ。
白熊（ホワイト・ベア）
北軍第3重装騎隊。
反転攻勢により後方の南軍部隊を次々と撃破、南軍第45重装騎隊第6分隊をヘル・エルデスに追い詰める。
当初は敵戦力が不明、数の利を活かせない渓谷という事もあって慎重策を取っていたが、突如として無謀な総攻撃を敢行する。
その後消息不明となり、後に南軍特殊部隊によって魔女の渓谷で雪に埋もれ凍結、全滅したことが確認された。

### EPILOGUE 終戦
ジレム・アジルス
ノーシツ首都グランド・オーミターの若者。
思いを寄せるフォリノから、幼馴染エリオンの行方を探るように頼まれて北軍に志願した。
第23重装騎隊で新型重装空騎マドゥのテストパイロットを務めていたがエリオンが戦死したと聞かされ、自暴自棄から危険な試験を行って重傷を負う。
だがその後、それが自分を騙すための嘘だった事と、エリオンが本当はその時まだ生きておりジレムの入院中に別の場所で戦死した事を知り、軍を抜けた。
復員したグランド・オーミターでフォリノの暮らす地区が空爆を受けたと聞き、彼女の持っていた機械人形が売りに出されていたのを見て、自身の終戦を実感する。
エリオン・マーミン
ジレムの幼馴染。フォリノの婚約者。
ジレムより先に軍に志願し、その後は部隊を転属したことで消息不明となる。
ジレムは25年12月にラ・ヒム砂漠の戦いで北軍第10重装騎兵隊第2分隊として戦死したと聞かされていたが、実際は26年12月にヘル・エルデスの戦いで北軍第3重装騎隊「白熊」の一員として戦死した。
フォリノ
グランド・オーミターに暮らす少女。エリオンの婚約者。
上流階級の資産家の娘で、金銭感覚に疎い。エリオンを愛していたが、ジレムからの好意には気づかなかった。
開国記念日のパーティ中、暮らしていた屋敷町が空襲を受けて生死不明。彼女の所有していた高額な機械人形「ハニー」だけが街のジャンク屋に売り出されていた。
第20装騎隊の男
マドゥ実戦配備試験のため第23重装騎隊に合流した部隊の指揮官。
危険な試験を躊躇するジレムに、エリオンの死を語って焚きつける。
北軍第10重装騎兵隊第2分隊の生き残りを自称するが、エリオンの死はジレムを煽るための嘘に過ぎず、エリオンのことなど知らなかった。
グリクに容姿が似ているが、口調や性格などは異なるため、同一人物かは不明。

### その他の登場人物
ヘルガ・ハーコック
幾つかのエピソードで度々名前だけ登場するサウツの美女。
装騎隊の士官にならないと顔を見ることすらできない。彼女に似ているというだけで娼婦の宣伝文句になる。

## 用語
野装騎
「ムスタング」とルビが振られている。
惑星ソ・ドムの原住人類レンディアンが搭乗し開拓団と戦闘を行っていた二足歩行機械。調査の結果、開拓団以前にソ・ドムを訪れていた異星文明人が残した建設機械であることが判明。レンディアンが使うもの以外に異星人の基地跡（レンディアンの宗教的地域）を防衛するために自律稼働している機体も存在する。これらは武装しており、基地内に最低限のメンテナンスや補給を行う設備も存在すると考えられる。
重装騎
野装騎を元に武装を施した二足歩行機械。先のルーア戦争末期に導入され、その有効性から戦争を終結に導いた。旧式騎は二人乗りのものも存在している。
軽装騎
重装騎が本格採用される前に使用されていた一種のパワードスーツ。
S.F.3.D.をイメージしたことが後書きなどで書かれている。
自空騎
「ポニー」とルビが振られている。
原動機付き自転車や自動二輪車に相当する個人用移動機械。軽装騎が搭乗できるサイズのものもあり、これは「DAX」と呼ばれている。
重装空騎
「ペガサス」とルビが振られている。
南北戦争末期に開発された音速飛行も可能な重装騎。焼夷弾を投下する。
赤油
「せきゆ」「ガス」とルビが振られている。
重装騎を動かすための燃料。ジェリカンなどに入れられて運搬されているためガソリン的なもの。単位はダオだが、万単位で表記されており、製油所における生産単位と考えられる。ルーア戦争で流された血が「5万」ゲラスポート備蓄基地の備蓄が「2万」と表記されているが、1軍を運用するには遠からず干上がるとも語られている。
G（ガオス）
通貨単位。少額貨幣はC（クス）。
２万Gで自律した機械人形が購入でき、これが新品自空騎五台は買える額。五人を食い殺した巨大な猛獣の価格が７０G、ヘルガ・ハーコックそっくりな娼婦の値段が２５C、兵隊同士の貸し借りが３０C。

## 書籍情報
- 『FRONTIER LINE』（NORAコミックス、学習研究社、1988年10月、ISBN 4-05-103387-2）
  - 2015年に上記を底本として電子書籍版が出版された。
- 『Frontier Line』（Central Park Media（英語版）、2002年6月、ISBN 978-1562199364）
  - 英訳版ペーパーバック

## 関連
作中に登場する重装騎のデザインで作者自ら似ていることが後書きなどで言及されているものを以下に挙げる。
- マラサイ
- R・ジャジャ
- ジャムル・フィン
- バイファム